# Hannoversche Moorgeest

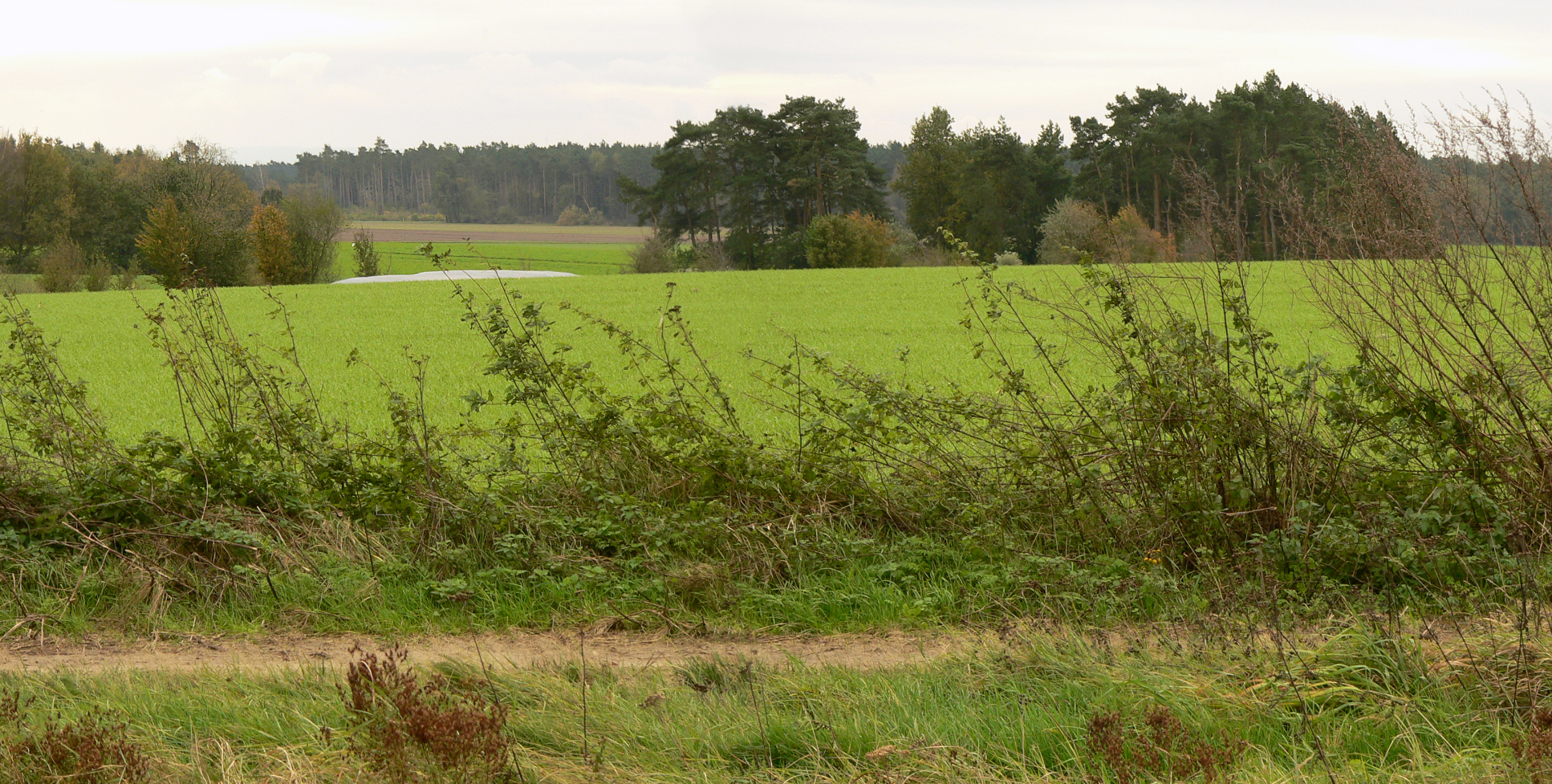
Schneerener Geest bei Schneeren innerhalb der Hannoverschen Moorgeest

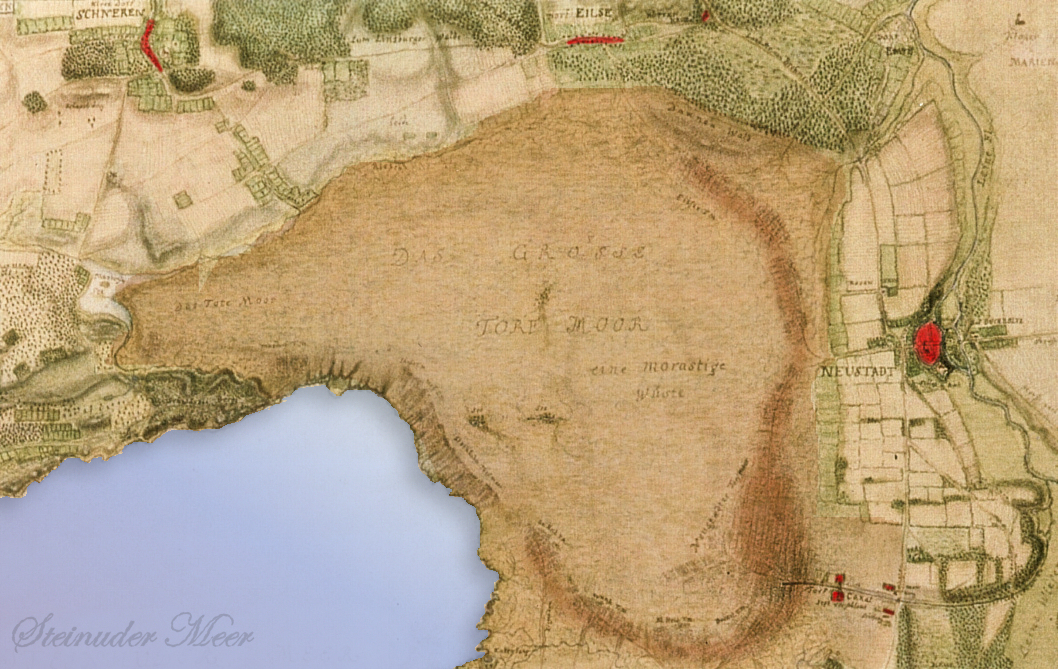
Karte des Toten Moores am Steinhuder Meer von 1770

Die Hannoversche Moorgeest ist eine rund 800 km² große, leicht gewellte Landschaft zwischen Hannover und Nienburg in Niedersachsen. Sie gehört zum nordwestdeutschen Hochmoorbezirk, der sich auf den eiszeitlich geprägten Geestgebieten von den Niederlanden bis zur östlichen Grenze Niedersachsens erstreckt.

## Beschreibung
Die Geestlandschaft der Hannoversche Moorgeest besteht aus einer Grundmoränenplatte mit einer Höhe von 50 bis 85 m über Meereshöhe, die von Mooren beherrscht wird. Die natürlichen Grenzen sind im Norden das Aller-Urstromtal und im Osten die Burgdorf-Peiner Geest.
Das Geestgebiet hat mit seinen dörflichen Siedlungen einen ausgeprägt ländlichen Charakter. Ausnahme ist die Stadt Neustadt am Rübenberge. In dem Gebiet liegt das rund 30 km² große Steinhuder Meer in einem flachen Becken. Ursprünglich war das Binnengewässer dreimal so groß, was an seinen vermoorten Randgebieten im Westen und Südwesten erkennbar ist.
Weite Landschaftsteile bestanden früher aus Hochmoorflächen. Sie wurden im Laufe der Zeit vielfach abgetorft und für landwirtschaftliche Zwecke kultiviert. Erhalten haben sich erheblich verkleinerte Moore, wie das Altwarmbüchener Moor, das Bissendorfer Moor, das Helstorfer Moor, das Schwarze Moor bei Resse, das Tote Moor und das Otternhagener Moor. Durch den Torfabbau (Torfstich) entstanden künstliche Ackerböden, die einen anmoorigen Charakter haben. Dies macht eine landwirtschaftliche Nutzung nur eingeschränkt möglich. Die Wälder bestehen meist aus forstwirtschaftlich genutzten Kiefernwäldern. Laubwald kommt vereinzelt auf den Endmoränen vor. Die Niederungen werden als Grünland extensiv landwirtschaftlich genutzt.

## Naturräumliche Gliederung
Die naturräumliche Haupteinheit der Hannoversche Moorgeest ist Teil der Haupteinheitengruppe Weser-Aller-Flachland (Nummer 62, zweistellig) innerhalb des Norddeutschen Tieflandes (Großregion 1. Ordnung) und spaltet sich wie folgt in Unternaturräume auf:
- (zu 62 Weser-Aller-Flachland, D31)
  - 622 Hannoversche Moorgeest[1]
    - 622.0 West-Hannoversche Moorgeest
      - 622.00 Husum-Linsburger Geest
      - 622.02 Rehburger Moorgeest
      - 622.03 Steinhuder Meer-Niederung
      - 622.04 Neustädter Ebene

    - 622.1 Nord-Hannoversche Moorgeest
      - 622.10 Neustadt-Stöckener Leinetal
      - 622.11 Engelbosteler Moorgeest
      - 622.12 Otternhagener Platte
      - 622.13 Auterniederung
      - 622.14 Nord-Hannoversche Moore
      - 622.15 Brelinger Berge
      - 622.16 Wietzeniederung
      - 622.18 Burgwedeler Geest

## Naturschutzprojekt

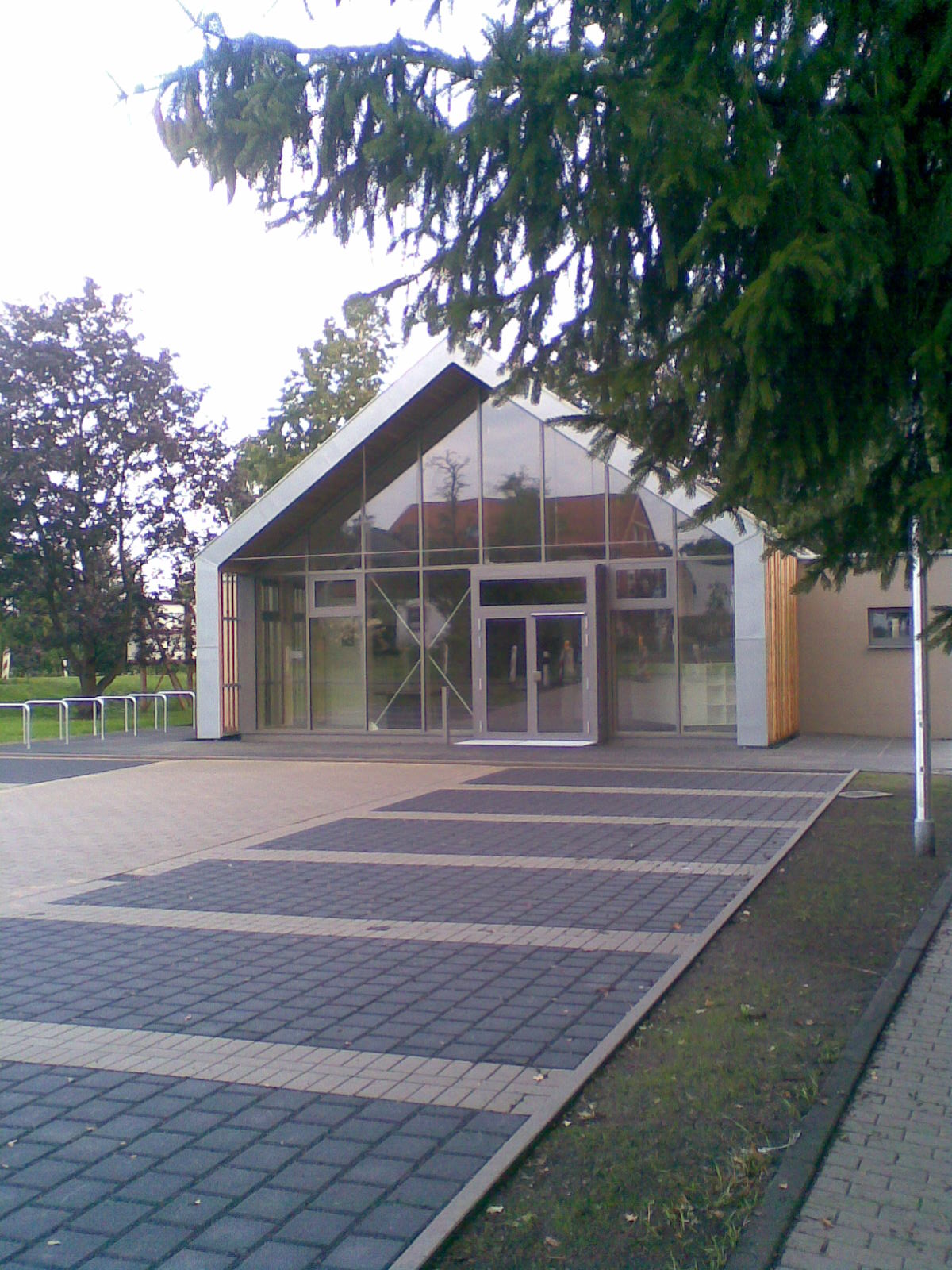
Moorinformationszentrum MOORiZ in Resse

Die Region Hannover betreibt von 2006 bis 2016 das Naturschutzprojekt Hannoversche Moorgeest, mit dem vier Moore der Moorgeest dauerhaft geschützt werden sollen: Bissendorfer Moor, Helstorfer Moor, Otternhagener Moor und Schwarzes Moor bei Resse.
Seit August 2011 befindet sich in Resse das Moorinformationszentrum MOORiZ der Region Hannover. Auf einer Fläche von rund 350 m² wird eine Dauerausstellung mit dem Schwerpunktthema Moor – und hier insbesondere zur Hannoverschen Moorgeest – präsentiert. In einem Vortragsraum können Vorträge, Versammlungen und Lesungen, vornehmlich zum Thema Moor und Natur, aber auch aus anderen kulturellen Bereichen, durchgeführt werden. Interessierte Gruppen und Organisationen erhalten die Möglichkeit, sich im MOORiZ zu präsentieren.